# لتیسیا باتالیا
لتیسیا باتالیا (ایتالیایی: Letizia Battaglia؛ زادهٔ ۵ مارس ۱۹۳۵ – ۱۳ آوریل ۲۰۲۲) یک عکاس، روزنامه‌نگار و سیاست‌مدار اهل ایتالیا بود. هر چند عکس‌های وی طیف گسترده‌ای از زندگی سیسیلی را به تصویر کشیده‌است اما، طی زندگی حرفه‌ای خود تعدادی از معروف‌ترین عکس‌ها را از موج خشونت مافیا در سیسیل بین دهه‌های ۱۹۷۰ تا ۹۰ میلادی به ثبت رسانده و برای این نیز شناخته شده بود.
از فیلم‌ها یا برنامه‌های تلویزیونی که وی در آن نقش داشته است می‌توان به فیلمبرداری در پالرمو اشاره کرد.